# 国際連合寄託図書館
国際連合寄託図書館（こくさいれんごうきたくとしょかん、United Nations Depository Library）とは、国際連合から、国際連合の出版物、会議録などの寄贈を受け、一般に公開する図書館のことである。しばしば、国連寄託図書館（UN Depository Library）と略される。
国際連合寄託図書館には、無償で国際連合の文書が寄贈される代わりに、国際連合の活動を広く周知させるために、一般への資料の公開が義務付けられている。

## 日本にある国際連合寄託図書館
- 北海道大学附属図書館参考閲覧室・国連寄託図書館（北海道札幌市）
- 東北大学附属図書館・国連寄託図書館（宮城県仙台市）
- 国際教養大学図書館（秋田県秋田市）
- 国立国会図書館（東京都千代田区）
- 東京大学総合図書館国際資料室（東京都文京区）
- 日本大学国際関係学部国際機関資料室（静岡県三島市）
- 中央大学図書館国際機関資料室（東京都八王子市）
- 金沢市立泉野図書館（石川県金沢市）
- 京都国連寄託図書館（京都府京都市、京都外国語大学アジア関係図書館併設[1]）
- 神戸大学経済経営研究所図書館・神戸大学国連寄託図書館（兵庫県神戸市）
- 広島市立中央図書館・広島市国連寄託図書館（広島県広島市）
- 西南学院大学図書館（福岡県福岡市）
- 九州国連寄託図書館・福岡市総合図書館（福岡県福岡市）
- 琉球大学附属図書館（沖縄県中頭郡西原町）

### かつて日本にあった国際連合寄託図書館
- 愛知県図書館・国連寄託図書館（愛知県名古屋市） 平成22年度限りで指定解除された[2]。